# Ymic
Ymic, pleme Indijanaca porodice Comecrudan, prema ranijim autorima Coahuiltecan, koje je živjelo na rijeci Rio Grande blizu misije San Juan Bautista, kod Eagle Passa. Za Ymice se misli da su identični plemenu Yemé koje u ranom 19. stoljeću živi blizu Lareda, i koji se klasificiraju uz još nekoliko bandi među Carrizo Indijance. Bila ova dva plemena, kaže Thomas N. Campbell, identična ili tek srodna, svakako su preživjeli ostaci Indijanaca Imimules ili Imipectes, koji su u 17. stoljeću živjeli u Nuevo Léonu u Meksiku. 

## Vanjske poveznice
- Ymic Indians